# Pierre Paraf
Pierre Paraf, né à Paris le 6 décembre 1893 et mort le 18 mai 1989 à Boulogne-Billancourt, est un écrivain et journaliste français, antiraciste et pacifiste.

## Biographie

### Jeunesse et études
Simon Pierre Paraf naît dans une famille de la bourgeoisie intellectuelle juive. Il est le fils d'Émile Paraf et d'Inès Sourdis, et frère de Jacques Paraf. Il effectue ses études secondaires au lycée Condorcet. 
Il épouse Anne-Mathilde Dons-Nordau (la belle-fille de Max Nordau) et avait une fille, Liliane. 
Il étudie ensuite aux facultés de lettres et de droit de l'université de Paris, ainsi que l'École libre des sciences politiques entre 1911 et 1914. Il est licencié ès lettres en 1911, avant ses 18 ans. Il obtient ensuite un diplôme d'études supérieures de langues et lettres classiques. Il obtient une licence en droit en 1913.
En 1914, il reçoit un doctorat en droit pour une thèse sur « Les formes actuelles du syndicalisme en France »,.
L'affaire Dreyfus marque sa famille et sa jeunesse, c'est ainsi qu'il ajoute à son admiration pour Hugo et les romantiques une admiration pour Zola et Jaurès.

### Parcours professionnel
Lorsque la guerre éclate, on refuse son engagement pour santé insuffisante, mais en août 1915, alors qu'il est chef de cabinet du préfet du Puy-de-Dôme, il réussit à s’engager au 92e régiment  d'infanterie de Clermont-Ferrand. Blessé hospitalisé, Paraf, qui reçoit la croix de guerre avec deux citations et la médaille de Verdun, acquiert une nouvelle expérience humaine et sociale qui, après la lecture du Feu, le conduit aux côtés d'Henri Barbusse (dont il deviendra l’exécuteur testamentaire).
En 1926-1927, il participe, aux côtés de Bernard Lecache, à la création de la Ligue internationale contre l'antisémitisme (LICA), dont il sera vice-président jusqu'à la création, en 1948, du Mouvement contre le racisme, l'antisémitisme et pour la Paix (MRAP) dont il deviendra président.
De 1929 à 1939, il est directeur littéraire du quotidien radical La République. En mai 1936, il est appelé par le gouvernement du Front populaire, avec Louis Vallon et Pierre Brossolette, à tenir des chroniques radiophoniques (Radio-Paris), jusqu'en 1939, et reprises de 1944 à 1948.
C'est à nouveau la guerre, il rejoint le front de Belfort. Après s'être consacré à l'Organisation internationale juive ORT (Organisation Reconstruction Travail), il rejoint la Résistance aux côtés de Justin Godart au Front national (zone sud). Il devient rédacteur en chef du Patriote de Lyon clandestin.
Défenseur de l'œuvre et de l'action d'Henri Barbusse, il sera de tous les combats antiracistes, antifascistes et pacifistes, sujets auxquels il consacra plusieurs de ses écrits : Le Racisme dans le Monde, L'Homme de toutes les couleurs, La France de l'affaire Dreyfus, Mes rendez-vous avec le siècle … Il fut également l'orateur de nombre de conférences et de discours à travers la France et l’Europe.
Pierre Paraf a présidé ou participé à la direction de nombreuses associations dont le MRAP et Les Amis d'Henri Barbusse. Il fut président de la Société littéraire des amis d'Émile Zola jusqu'à sa mort. Il était l'oncle maternel du Pr Jean Bernard.

## Décorations
- Commandeur de la Légion d'honneur[7]
- Médaille du combattant volontaire 1914-1918
- Croix de guerre avec palmes
- Médaille de Verdun
- Médaille de la Résistance

## Sources
- Le Monde du 23 mai 1989
- Pierre Gamarra, Cahiers Henri Barbusse (n°14 mars 1989, n°16 juin 1990)
- Pierre Paraf, Mes rendez-vous avec le siècle (1988)